# جون إيف شاي
جون إيف شاي (8 أبريل 1948 بأنجيه في فرنسا - ) (بالفرنسية: Jean-Yves Chay)‏ هو مدرب كرة قدم ولاعب كرة قدم فرنسي في مركز حراسة المرمى. لعب مع نادي الرجاء الرياضي ونادي غويونيون وFC Montceau Bourgogne ‏.

## روابط خارجية
- جون إيف شاي على موقع قاعدة بيانات كرة القدم.إي يو (الإنجليزية)